# Финлей, Карлос Хуан
Карлос Хуан Финле́й-и-Баррес (исп. Carlos Juan Finlay y Barrés; 3 декабря 1833, Пуэрто-Принсипи, Куба — 20 августа 1915, Гавана, Куба) — кубинский врач и учёный, признанный пионером в исследовании жёлтой лихорадки, а также медицинской энтомологии в Латинской Америке.

## Биография
Хуан Карлос Финлей-и-Баррес родился в Пуэрто-Принсипе (ныне Камагуэй) на Кубе 3 декабря 1833 года. В то время Куба была Генерал-капитанством Испании. Позднее он изменил порядок своих имён на Карлос Хуан. В 1853 году поступил в медицинский колледж Университета Томаса Джефферсона в Филадельфии, в штате Пенсильвания, который окончил в 1855 году. Продолжил образование в Гаване и Париже. После поселился в Гаване и открыл медицинскую практику.
Ещё в 1881 году он первым предположил, что носителем и переносчиком жёлтой лихорадки является определённый москит. В следующем году обнаружил вид комара — переносчика болезни (Aedes aegypti). Мнение Финлея о роли комаров в переносе жёлтой лихорадки натолкнулось на непонимание. От него потребовали конкретных экспериментальных доказательств, а он их представить не мог. И хотя он и решился на эксперимент, в котором кровь здоровых людей, прибывших из Европы, сосали только что заражённые комары — но получил отрицательный результат. Впоследствии было выяснено, что комар становится инфекционным не сразу же, а лишь через определённое время и что отрицательный результат, который он сам не в состоянии был объяснить, вообще не опровергал его точки зрения.
Проводимые им исследования получили признание в 1900 году, когда Уолтер Рид, в комиссии которого отличился соотечественник Финлея Аристидес Аграмонте, экспериментально доказал его теорию. Хотя известность «победителя жёлтой лихорадки» закрепилась за Ридом, сам он неоднократно упоминал об исключительной роли Финлея в сделанном им открытии.
Карлос Хуан Финлей был главным санитарным врачом Кубы (первым директором Департамента здравоохранения Кубы, затем — Высшей хунты здравоохранения) с 1902 по 1909 год.  Практическим дополнением теоретической работы Финлея стала разработанная им система профилактических мер по борьбе с болезнью, давшая возможность ликвидировать эпидемию в Гаване в 1902 году. Проводил вакцинацию против жёлтой лихорадки. 
Финлей был членом Королевской академии медицинских, физических и естественных наук в Гаване. Он свободно говорил по-французски, по-немецки, по-испански и по-английски, и мог читать на латыни. Автор многочисленных научных статей, исследовал проказу, холеру, болезни растений. Впрочем, его главным научным интересом оставалась жёлтая лихорадка, которой он посвятил 40 статей. 
Финлей был врачом по призванию, лечил за свой счёт пациентов, которые не могли позволить себе медицинскую помощь. Он семь раз был номинирован на Нобелевскую премию по физиологии или медицине, но так никогда и не был удостоен награды. Получил орден Почётного легиона Франции в 1908 году. Умер от инсульта в своём доме в Гаване на Кубе 20 августа 1915 года.
В муниципалитете Марианао, ныне в черте Гаваны, в его честь установлен обелиск с навершием в виде шприца. В 1981 году Финлей был также изображён на кубинской марке. Памятник в его честь находится и в Панаме, близ канала, который построили во многом благодаря уничтожению комаров — переносчиков жёлтой лихорадки. Существует премия ЮНЕСКО по микробиологии имени Карлоса Хуана Финлея.